# Echenais meridionalis
Echenais meridionalis är en fjärilsart som beskrevs av Percy I. Lathy 1932. Echenais meridionalis ingår i släktet Echenais och familjen Riodinidae. Inga underarter finns listade i Catalogue of Life.